# Bufferzone
En bufferzone er et neutralt zoneområde, der ligger mellem to eller flere jordområder, som regel vedrører lande. Afhængigt af typen af bufferzone kan det tjene til at adskille regioner eller sammenføje dem. Almindelige typer bufferzoner er demilitariserede zoner, grænsezoner og visse restriktive servitutzoner og grønne bælter.
Bufferzoner har forskellige formål, politisk eller på anden måde. De kan oprettes af en række årsager, såsom for at forhindre vold, beskytte miljøet, beskytte bolig- og handelszoner mod industriulykker eller naturkatastrofer eller endda isolere fængsler. Bufferzoner resulterer ofte i store ubeboede regioner, der selv er bemærkelsesværdige i mange stadig mere udviklede eller overfyldte dele af verden. 

## Naturbeskyttelse
Til brug i naturbeskyttelse oprettes der ofte en bufferzone for at forvaltningen kan forbedre beskyttelsen af områders biodiversitetsmæssige betydning. Bufferzonen i et beskyttet område kan være placeret omkring periferien af området eller kan være en forbindelseszone inden i den, der forbinder to eller flere beskyttede områder, hvilket øger deres dynamik og bevaringsproduktivitet. En bufferzone kan også være en af de beskyttede områdekategorier (f.eks. Kategori V eller VI i IUCN-beskyttet område) eller et klassificeringsskema (f.eks. NATURA 2000) afhængigt af bevaringsmålet. Udtrykket "bufferzone" fik oprindeligt en fremtrædende plads i bevarelsen af den naturlige og kulturelle arv gennem dets anvendelse i etableringen af UNESCOs verdensarvskonvention, og udtrykket var beregnet til at blive brugt som følger:
| “ | A buffer zone serves to provide an additional layer of protection to a World Heritage property. The concept of a buffer zone was first included in the Operational Guidelines for the implementation of the World Heritage Convention in 1977. In the most current version of the Operational Guidelines of 2005 the inclusion of a buffer zone into a nomination of a site to the World Heritage List is strongly recommended but not mandatory. | ” |

- Verdensarvskonvention 
En bufferzone er beregnet til at afværge virkningen af negative miljømæssige eller menneskelige påvirkninger, uanset om den selv indeholder naturlig eller kulturel værdi. Betydningen og funktionen af en bufferzone og de nødvendige beskyttelsesforanstaltninger, der er afledt deraf, er et relativt nyt koncept inden for bevaringsvidenskab og kan variere meget for hvert sted.

## Effekter af bufferzoner

### Forbedring af vandkvalitet
Vandkvaliteten i mange lande bliver dårligere på grund af misbrug af landarealerne. Selvom bufferzonen optager et lille område, forbedrer den vandkvaliteten i landbrugets afvandingsområde kraftigt, på grund af dens filtreringseffekt på næringsstoffer i det underjordiske vand og overfladevand.
Fordi landbrugsjord sprøjtes med store mængder pesticider, hvoraf nogle kan sive ud i overfladevand, kan fisk og andet vandlevende liv blive påvirket negativt, hvilket igen kan føre til miljøskader. Vegetationsbuffer har vist sig at være et effektivt filter for sediment, især for sedimentbundne pesticider.  Når pesticider sprøjtes i for store mængder, kan der bygges en vegetationsbuffer for at reducere penetrering af pesticider i overfladevand. Bufferzonen forhindrer også, at tungmetaller eller toksiner spredes til beskyttede områder.

### Stabilisering af flodbredder og vådområder
Når flodbredder synker på grund af planterødder, der trænger lodret ind i det indre af flodbredden, påvirkes sedimentet af flodbredden af virkningen af de nævnte planterødder, og evnen til at modstå erosion er højere end den uden planterødder. Men når flodbredderne er højere, trænger plantens rødder ikke dybt ned i jorden, og søbredden er ikke særlig stærk. Urteplanter kan til en vis grad spille en rolle, men på lang sigt kan vegetationsbufferzone effektivt løse problemet med vandstandsstigning og vanderosion.
Adsorptionskapaciteten i en bufferzone kan reducere hastigheden af overfladeafstrømning og øge det effektive vandindhold i jorden. Ved at øge jordens indhold af organisk materiale og forbedre jordstrukturen kan en bufferzone have en positiv indvirkning på jordvandets opbevaringsevne. Derudover gør planterødder jorden stærkere, modstår bølger og regnvejr, mildner erosionen af flodbredder ved oversvømmelser og styrer effektivt erosionen af stranden.

### Dyreliv og levesteder
Bufferzoner langs floderne er blevet brugt i mange områder for at beskytte levestederne for mange dyr, der bliver ødelagt af øget menneskelig aktivitet. Områderne omkring bufferzonen kan danne habitat for mange dyr, og planter kan blive mad til små vanddyr . Bufferzonen selv kan også understøtte forskellige aktiviteter for padder og fugle. Planter og dyr kan migrere eller spredes som reaktion på disse bufferzoner og dermed øge biodiversiteten i området.
En undersøgelse fra 1998 viser, at artsvarieteten og antallet af dyr og planter i vandløbszoner er højere end i andre økosystemer. På grund af deres evne til at give rigeligt med vand, blød jord og stabilt klima foretrækker små dyr som Myotis og Mates at leve langs flodbredder snarere end i kuperede områder. Bufferzonen kan også give et godt miljø i habitaterne i højlandet, hvilket er i overensstemmelse med de livsbetingelserne for ferskvandsskildpadder, hvilket gør dem mere afhængige af vådområdernes miljø. Beskyttelsesniveauet for bufferzoner vil påvirke padder og krybdyrs levesteder, og miljøledelsen af vådområderne omkring bufferzonen er yderst vigtig.